# Bogdan Długajczyk
Bogdan Długajczyk (ur. 3 maja 1964 w Katowicach) – polski piłkarz, występujący na pozycji pomocnika. Posiada także obywatelstwo niemieckie.

## Życiorys
Wychowanek GKS Katowice. W 1983 roku został włączony do pierwszej drużyny, jednak w sezonie 1983/1984 nie zadebiutował w lidze. W 1984 roku grał jeszcze w rezerwach Śląska Wrocław. Następnie był piłkarzem BKS Stal Bielsko-Biała i Piasta Gliwice. W 1986 roku wrócił do GKS Katowice, a w pierwszej połowie 1987 roku występował w MK Górnik Katowice. Następnie wrócił do GKS, rozgrywając w sezonie 1987/1988 15 meczów w I lidze. Zdobył wówczas z klubem wicemistrzostwo Polski. W barwach katowickiego klubu wystąpił ponadto w pierwszej rundzie Pucharu UEFA sezonu 1987/1988, kiedy to GKS odpadł ze Sportulem Studențesc Bukareszt. W sezonie 1988/1989 reprezentował barwy Polonii Bytom, dla której zdobył 14 goli, zostając tym samym wicekrólem strzelców II ligi.
W lipcu 1989 roku udał się wraz z rodziną na urlop do RFN. Mimo ważnego kontraktu z Polonią Bytom nie wrócił do Polski, wiążąc się umową z SV Meppen. W 2. Bundeslidze zadebiutował 16 sierpnia 1989 roku w zremisowanym 1:1 meczu z Alemannią Aachen. W SV Meppen rozegrał 70 spotkań w 2. Bundeslidze. W 1994 roku przeszedł do Concordii Ihrhove, a w 1997 roku – do VfL Herzlake, w barwach którego wystąpił w 54 spotkaniach Regionalligi. W 1999 roku został zawodnikiem SV Holthausen/Biene. Po zakończeniu kariery był m.in. trenerem juniorów SV Dalum i TuS Lingen.

## Statystyki ligowe
| Sezon         | Klub          | Liga          | Mecze | Gole |
| ------------- | ------------- | ------------- | ----- | ---- |
| 1983/1984     | GKS Katowice  | I liga        | 0     | 0    |
| 1986/1987 (j) | GKS Katowice  | I liga        | 0     | 0    |
| 1987/1988     | GKS Katowice  | I liga        | 15    | 0    |
| 1988/1989     | Polonia Bytom | II liga       | ?     | 14   |
| 1989/1990     | SV Meppen     | 2. Bundesliga | 9     | 0    |
| 1990/1991     | SV Meppen     | 2. Bundesliga | 30    | 2    |
| 1991/1992     | SV Meppen     | 2. Bundesliga | 11    | 3    |
| 1992/1993     | SV Meppen     | 2. Bundesliga | 17    | 0    |
| 1993/1994     | SV Meppen     | 2. Bundesliga | 3     | 0    |
| 1997/1998     | VfL Herzlake  | Regionalliga  | 24    | 9    |
| 1998/1999     | VfL Herzlake  | Regionalliga  | 30    | 4    |